# Tweede Kamerverkiezingen 2012/Kandidatenlijst/PvdA

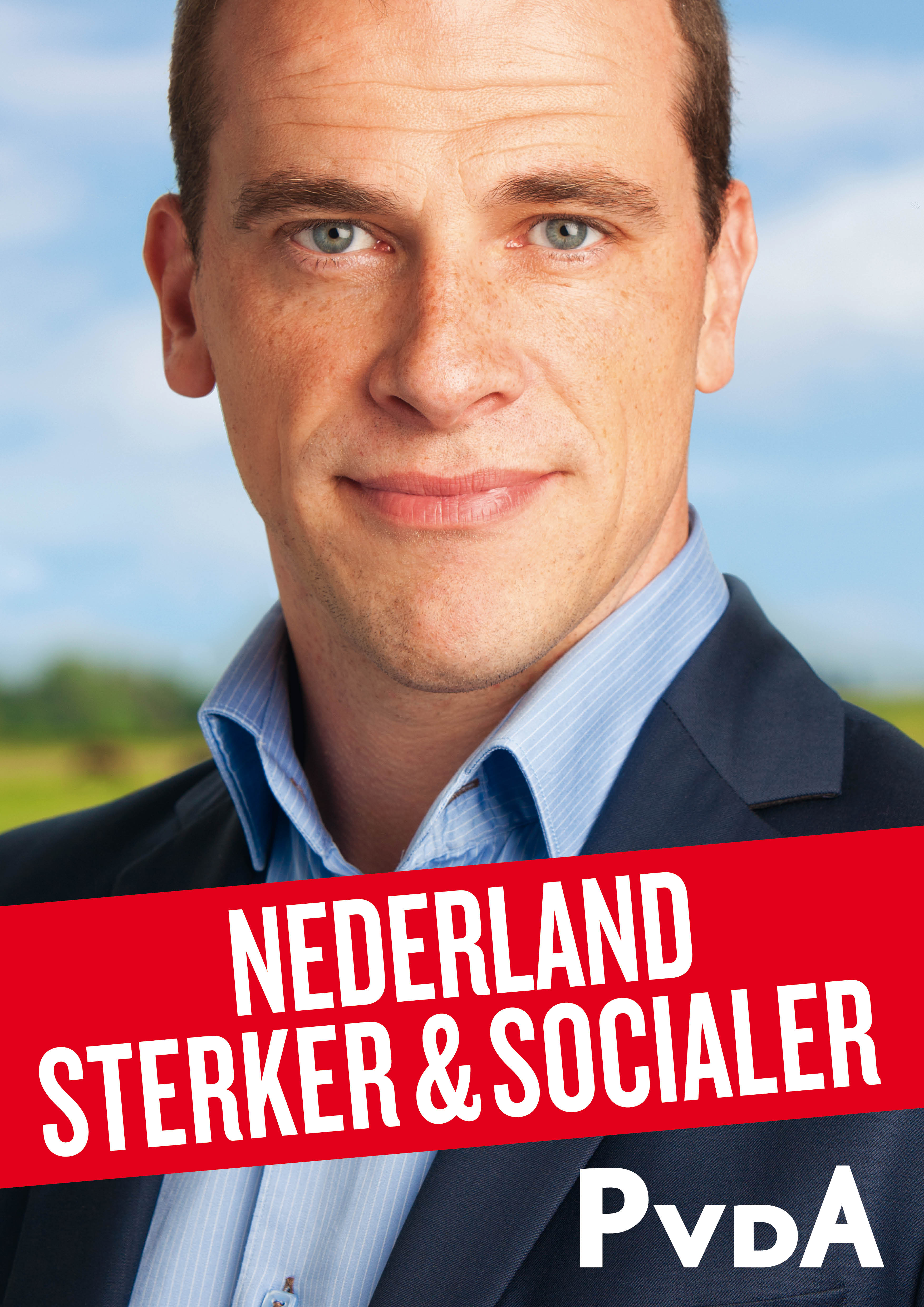
Verkiezingsposter met daarop Diederik Samsom

Van de kandidatenlijst voor de Tweede Kamerverkiezingen 2012 van de Partij van de Arbeid (PvdA) werd op 21 juni 2012 de conceptversie bekendgemaakt. De definitieve lijst werd op het congres van 30 juni 2012 vastgesteld. Er werden geen wijzigingen aangebracht.

## De lijst
- vet: verkozen[1]

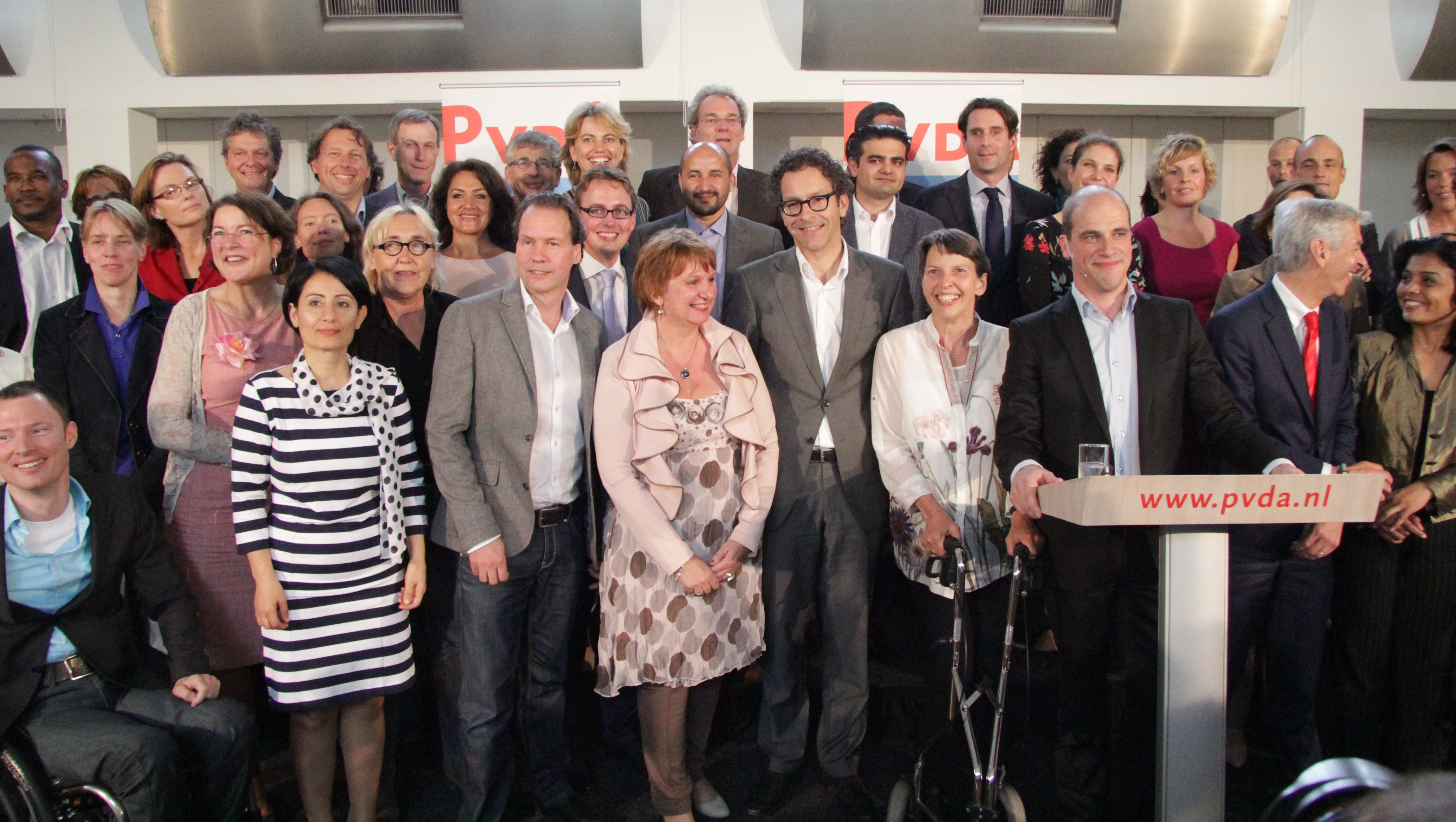
Presentatie van de conceptlijst

- schuin: voorkeurdrempel overschreden

1. Diederik Samsom - 1.809.856
2. Jetta Klijnsma[2] - 192.190
3. Ronald Plasterk[2] - 58.427
4. Tanja Jadnanansing[3] - 28.704
5. Jeroen Dijsselbloem[2] - 4.336
6. Mariëtte Hamer[4] - 8.744
7. Martijn van Dam[5] - 4.531
8. Frans Timmermans[2] - 15.150
9. Désirée Bonis[6] - 3.830
10. John Kerstens - 3.050
11. Lutz Jacobi - 16.082
12. Roos Vermeij - 2.370
13. Henk Nijboer - 6.448
14. Ahmed Marcouch - 13.289
15. Angelien Eijsink - 1.949
16. Myrthe Hilkens[7] - 2.279
17. Michiel Servaes - 658
18. Lea Bouwmeester - 3.451
19. Jacques Monasch[8] - 2.193
20. Mei Li Vos - 8.541
21. Jeroen Recourt - 789
22. Agnes Wolbert - 5.207
23. Ed Groot - 598
24. Attje Kuiken - 3.247
25. Pierre Heijnen - 896
26. Keklik Demir-Yücel - 8.403
27. Tunahan Kuzu[9] - 23.067
28. Loes Ypma - 2.569
29. Albert de Vries - 4.664
30. Khadija Arib - 6.625
31. Otwin van Dijk[10] 6.884
32. Manon Fokke - 3.732
33. Mohamed Mohandis - 5.413
34. Sjoera Dikkers - 871
35. Tjeerd van Dekken - 5.176
36. Astrid Oosenbrug-Blokland - 980
37. Jan Vos - 508
38. Marit Maij - 576
39. Selçuk Öztürk[11] - 9.831
40. Grace Tanamal[12] - 867
41. Duco Hoogland[12] - 692
42. Sultan Günal-Gezer[12] - 1.990
43. Roelof van Laar[13] - 392
44. Yasemin Çegerek[14] - 3.377
45. Yasin Torunoglu[15] - 3.277
46. Marith Rebel-Volp[16] - 623
47. Henk Leenders[17] - 417
48. Joyce Vermue[18] - 626
49. Harm Brouwer[19] - 431
50. Amma Asante - 4.549
51. Rien van der Velde - 2.339
52. Nurten Karisli - 5.243
53. Emre Ünver - 2.016
54. Eefke Meijerink - 985
55. Alvin Riley - 473
56. Anne Koning - 528
57. Fijko van der Laan - 349
58. Anne de Rooij - 338
59. Paul van Liempd - 433
60. Marleen Haage - 548
61. Marijn van Ballegooijen - 361
62. Gritta Nottelman - 284
63. Bert Hemsteede - 248
64. Anne Marie Hoogland - 256
65. Peter de Haan - 335
66. Femke van Drooge - 401
67. Yvonne Morselt-de Ruijter - 419
68. Ward Deckers - 308
69. Anja van Zantvoort - 275
70. Marieke van Duijn - 267
71. Xander den Uijl - 324
72. Saskia den Uijl - 621
73. Mohammed Allach - 1.482
74. Maarten van Rossem - 5.929

## Regionale lijstduwers

### Groningen
1. Doeko Bosscher - 164
2. Marijke Drees - 290
3. Kees Lakerveld - 247
4. Judith Lechner - 205
5. Wim Eilert - 248

### Leeuwarden
1. Hans Konst - 119
2. Andries Ekhart - 226
3. Coby van der Laan - 266
4. Houkje Rijpstra - 238
5. Joy Kisoenpersad - 251

### Assen
1. Truus Pot-Eland - 145
2. Bouke Arends - 375
3. Annemieke Smit - 65
4. Jaap Kuin - 241
5. Rein Munniksma - 299

### Zwolle
1. Hans Kok - 938
2. Gaston Sporre - 221
3. Ria Holsheimer-Wezeman - 564
4. Carry Abbenhues - 126
5. Dick Buursink - 1.135

### Lelystad
1. Jan Klop - 31
2. Nelly den Os - 77
3. Jop Fackeldey - 88
4. Johanna Haanstra - 232
5. Ersan Taskin - 419

### Nijmegen
1. Halima de Baedts-el Karouni - 320
2. Peter Kerris - 173
3. Jean Eigeman - 48
4. Josan Meijers - 104
5. Harry Keereweer - 121

### Arnhem
1. Marianne Kock-Smit - 242
2. Arno Sent - 80
3. Rita Weeda - 76
4. Willem Geerken - 169
5. Eppo Gutteling - 240

### Utrecht
1. Bert Lubbinge - 100
2. Nicole Teeuwen - 150
3. Ismail Parmaksiz - 188
4. Rinda den Besten - 245
5. Hans Spekman - 857[20]

### Amsterdam
1. Daniel Sajet - 42
2. Abeltje Hoogenkamp - 58
3. Jamila Aanzi - 368
4. Adnan Tekin - 377
5. Achmed Baâdoud - 729

### Haarlem
1. Sascha Baggerman - 63[21]
2. Jeroen Nobel - 91
3. Remco Pols - 57
4. Elvira Sweet - 77[22]
5. Gaatse de Vries - 154

### Den Helder
1. Sascha Baggerman - 70[21]
2. Jan Willem de Boer - 146
3. Songül Mutluer - 315
4. Tjeerd Talsma - 50
5. Ed Wagemaker - 442

### 's-Gravenhage
1. Koen Baart - 34
2. Yasmina Haïfi - 115
3. Johan Chandoe - 202
4. Jan Pronk - 46[23]
5. Jeltje van Nieuwenhoven - 137[24]

### Rotterdam
1. Yvonne Bekker - 169
2. Abdelkader Salhi - 717
3. Carlos Gonçalves - 678[25]
4. Harlow Brammerloo - 149
5. Jantine Kriens - 233

### Dordrecht
1. Jan Lagendijk - 144
2. Tineke van Nimwegen-van Wieringen - 50
3. Pierre Schefferlie - 96
4. Dick van Puffelen - 52
5. Christel van ‘t Pad - 135

### Leiden
1. Edo Haan - 94
2. Hélène Oppatja - 100
3. Gregor Rensen - 75
4. Gerrit Kleijheeg - 69
5. Marion Suijker - 249

### Middelburg
1. Anne-Betty Evertz - 123
2. Ben de Reu - 196
3. Jessica Langevelde - 186
4. Corina Schoonen - 179
5. Co van Schaik - 303

### Tilburg
1. Ad van der Wegen - 146
2. Marieke Moorman - 435
3. Annegien Wijnands - 23[26]
4. Kees Jongmans - 177
5. Marjolein de Wit-Greuter - 147

### 's-Hertogenbosch
1. Mary Fiers - 384
2. Jeroen Weyers - 279
3. Hendrik Hoeksema - 183
4. Annegien Wijnands - 178[26]
5. Jasper Ragetlie - 284

### Maastricht
1. Roy Bouten - 385
2. Lia Roefs - 161
3. Jack Vinders - 845
4. Jan Smeets - 677
5. Odile Wolfs - 430

### Bonaire
1. Carlos Gonçalves - 0[25]
2. Jeltje van Nieuwenhoven - 2[24]
3. Elvira Sweet - 0[22]
4. Jan Pronk - 1[23]
5. Hans Spekman - 3[20]

1946 · 1948 · 1952 · 1956 · 1959 · 1963 · 1967 · 1971 · 1972 · 1977 · 1981 · 1982 · 1986 · 1989 · 1994 · 1998 · 2002 · 2003 · 2006 · 2010 · 2012 · 2017 · 
2021 · 2023
VVD · PvdA · PVV · CDA · SP · D66 · GroenLinks · ChristenUnie · SGP · Partij voor de Dieren · Piratenpartij · MenS · Nederland Lokaal · Libertarische Partij · DPK · 50PLUS · LibDem · Anti Europa Partij · SOPN · PvdT · Politieke Partij NXD